# Орбу, Геннадий (молдавский футболист)
Геннадий Орбу (рум. Ghenadie Orbu; род. 8 июля 1982, Кишинёв) — молдавский футболист, нападающий.

## Клубная карьера
До «Дачии» недолго провёл в составе «Интерспорта». В 2001 году перешёл в состав «Дачии», где выступал до 1 января 2015, после чего был арендован Динамо-Авто до 30 июня. По окончании этого периода вернулся в кишинёвскую «Дачию», а 23 июля перешёл в Сперанцу.
Знаменит своим голом в ворота немецкого клуба «Шальке 04» в третьем раунде Кубка Интертото в 2003 году. На июнь 2014 года Орбу в составе «Дачии» провёл 347 матча и забил 90 голов.

## Карьера за сборную
Единственный матч за сборную Молдавии Орбу провёл 11 февраля 2002 года в матче Интернационального кубка Мальты против сборной Иордании выйдя на 90 минуте, заменив Шишкина Олега.

## Достижения
- Чемпион Молдавии: 2010/11
- Обладатель Суперкубка Молдавии: 2011
- Серебряный призёр чемпионата Молдавии: 2007/08, 2008/09, 2011/12, 2012/13
- Бронзовый призёр чемпионата Молдавии: 2004/05
- Финалист Кубка Молдавии: 2004/05, 2008/09, 2009/10
- Обладатель Кубка Президента Туркменистана: 2006